# أسلاف إنليل
أسلاف إنليل أو آلهة إنكي نينكي كانوا مجموعة من آلهة بلاد ما بين النهرين. لا تتفق القوائم الفردية على عددها، على الرغم من أن التعدادات تبدأ دائمًا بالزوج إنكي (لتمييزه عن إله الماء إنكي ) ونينكي وتنتهي مع إنليل. في أقدم القوائم المسجلة، كان إنكي ونينكي الوالدين المباشرين لإنليل، ولكن بدءًا من فترة أور الثالثة فصاعدًا، انفصل عنهما عدد متزايد من "الأجداد". أصبح إنكي ونينكي كائنات بدائية قديمة لم تعد نشطة وتقيم في العالم السفلي. يمكن الاستعانة بهم في طرد الأرواح الشريرة. وقد تم إثباتها في نصوص مختلفة، بما في ذلك قوائم الآلهة، والتعاويذ، والصلوات، والأساطير.

## مصطلحات
يشير مصطلح "أسلاف إنليل" إلى مجموعة من الآلهة الرافدينية. وقد تم توثيقها بالفعل في مصادر الأسرة المبكرة. يُشار إلى نفس المجموعة أحيانًا باسم "آلهة إنكي-نينكي" (بالألمانية: Enki-Ninki-Gottheiten )، وهي ترجمة تقريبية للجمع (د) إن-كي-(إ-)ني- (د) نين/نون-كي-(إ-)ني ، المشتق من أسماء الزوج إنكي ونينكي، ويُستخدم للإشارة إلى كل هذه الآلهة مجتمعة في المصادر الأولية. اقترح ويلفريد ج. لامبرت الترجمة الإنجليزية إلى "إنكيس ونينكيس". كما صاغ مصطلح " ثيوجوني إنليل" للإشارة إلى قوائم هؤلاء الأسلاف الإلهيين. يستخدم أندرو ر. جورج أيضًا هذا التصنيف الأخير.
يشير الاسمان إنكي ونينكي إلى زوج يفتح عادةً قوائم أسلاف إنليل. تحتوي أسماء الأزواج الفردية التي تتبع جميعها على العلامتين en، "سيد"، و nin ، "سيدة". في كل زوج، يسبق الاسم en الاسم nin . لا يوجد ما يشير إلى أن الأزواج الفردية كانت تهدف إلى توضيح مراحل تطور الكون. ليس من الممكن ترجمة جميع الأسماء بشكل كامل.
في حين أنه من الممكن تحديد إنكي ونينكي في الدراسات القديمة باعتبارهما إنكي ودامجالنونا، إلا أن هذا الرأي يعتبر خاطئًا. كما أشار ثوركيلد جاكوبسن في عام 1976، يجب التمييز بين الإله الأصلي إنكي والإله الأكثر شهرة الذي يحمل نفس الاسم، والذي يرتبط بالمياه العذبة. اقترح ويلفريد ج. لامبرت أن الاسم الأخير كان له أصل مختلف، وبسبب وجود حرف g القابل للحذف في تهجئات مثل d، افترض En-ki-ga-ke 4 أنه بدلاً من ki ، "الأرض"، تم تشكيله باستخدام عنصر kig، ذو المعنى غير المعروف. بدلاً من ذلك، أوضح جاكوبسن أن الاسمين لهما معنيان مختلفان قليلاً عن بعضهما البعض، "سيد الأرض" و"سيد الأرض". إن معادلة إنكي ونينكي مع إيا (إنكي) ودامكينا (دامجالنونا) في مفردات إيميسال معزولة وربما تكون خطأ، كما أن أشكال إيميسال لاسمين إنكي، أومونكي وأمانكي على التوالي، ليست متطابقة.

## تفاوت
تختلف أسماء وعدد الأزواج في قوائم آلهة إنكي-نينكي في كل المصادر المتاحة. الميزة الثابتة الوحيدة هي أن الجيل الأول يتكون من إنكي ونينكي، والجيل الأخير يتكون من إنليل ونينليل. لا توجد استثناءات من القاعدة الأولى، وهناك استثناء واحد فقط من القاعدة الثانية.
يتراوح عدد الأزواج من 3 إلى 21. يظهر 7 أو 8 في قوائم آلهة الأسرات المبكرة، و9 (10 إذا تم حساب Enmešarra ) في قائمة آلهة بابل القديمة من ماري،  و16 في سلف An = Anum البابلي القديم، و21 في An = Anum (اللوح الأول، السطور 96-138). من المرجح أن يكون الطول غير المعتاد للتسلسل في آخر هذه المصادر نتيجة لتجميع التقاليد المتنوعة. يعتقد لامبرت أن أزواج الآلهة الوسيطة بين أزواج إنكي-نينكي وإنليل-نينليل تعمل على خلق شعور بالبعد الذي يفصل بين أوقاتهم.

## الموقع في الأساطير الرافدينية
وفقًا لكريستوفر ميتكالف، فإن التقليد المتعلق بنسب إنليل والذي تضمن آلهة إنكي-نينكي يُعتبر تقليديًا الآن، على الرغم من أن المصادر ذات الصلة لا تزال صعبة التفسير. استنادًا إلى معنى اسمي إنكي ونينكي، يُفترض أن الأمر كان مرتبطًا بالاعتقاد بأن الأرض كانت عنصرًا بدائيًا نشأ منه كل شيء آخر. ومع ذلك، فمن المفترض أن نسب إنليل كان يختلف بين التقاليد. كان يُنظر إليه أيضًا على أنه ابن آنو، كما هو موثق على سبيل المثال في نقش لوغالزاجيسي.  هناك مصدران معروفان أيضًا يتضمنان الزوجين إنكي ونينكي وأن مع أوراش أو كي، مع وضع الأخير قبلهما، ومن المفترض أنهما يعكسان الاعتقاد بأن اقتران الأرض والسماء سبق ظهور أسلاف إنليل. كان هناك إله آخر يمكن اعتباره والد إنليل وهو لوجال دوكوجا، وهو شخصية مرتبطة بـ "التل المقدس" (دوكو).
في حين يمكن ذكر نينليل إلى جانب إنليل في القوائم التي تحصي أسلافه، إلا أن هذين الآلهة لم يتم وصفهما أبدًا بأنهما أسلاف كليهما، ربما لتجنب آثار سفاح القربى بينهما. اقترح ويلفريد ج. لامبرت أن التفسير البديل للقوائم ربما يكون أن كل "جيل" تطور من الجيل السابق، مع تحول إنكي ونينكي ببطء إلى إنليل ونينليل، على نحو مماثل دون أي آثار لسفاح القربى.
كان أسلاف إنليل مرتبطين بالعالم السفلي. ومع ذلك، فإن المصادر المتاحة لا تشرح كيف وصلوا إلى الإقامة هناك. يقترح أندرو ر. جورج أن وضعهم في العالم السفلي يعكس ببساطة حقيقة أنه كان يُعتقد أنهم لم يعودوا نشطين. ربما كانت هناك أسطورة مفادها أن إنكي ونينكي نُفيا إلى العالم السفلي أو هربا إلى هناك ووجدا دورًا جديدًا هناك، على الرغم من أنها لم تُحفظ بشكل مباشر باستثناء تلميح محتمل في تعويذة. تضعهم تعويذة واحدة في Abzu، والتي يُفترض أنها جزء من نمط أوسع من الإشارات إلى آلهة العالم السفلي التي تسكن هناك.
يمكن استدعاء أسماء الآلهة البدائية المرتبطة بإينليل في عمليات طرد الأرواح الشريرة، على الرغم من أن المصادر ذات الصلة، وفقًا لويلفريد ج. لامبرت، ترجع إلى ما بعد العصر البابلي القديم وقد تمثل تقليدًا لم يتطور إلا في وقت متأخر نسبيًا. ومع ذلك، وفقًا لأندرو ر. جورج، توجد أيضًا أمثلة سابقة، وعادةً ما تجعل من إنكي ونينكي الشخصيتين اللتين يُجبر الشياطين على أداء القسم في عمليات طرد الأرواح الشريرة المحددة. وباعتبارهم آلهة بدائية، ربما تم استدعاؤهم في هذا السياق كتمثيل لحالة الكون قبل ظهور القوى التي كان من المفترض أن يقاوموها.

## الشهادات
وقد تم التعرف على أقدم الإشارات إلى أسلاف إنليل في قائمتي آلهة فارا وأبو صلابيخ من فترة الأسرات المبكرة. وقد تم تأريخها إلى منتصف الألفية الثالثة قبل الميلاد. وهي موجودة أيضًا في مقطع قصير من نص أدبي مبكر:
كما تم ذكرهم أيضًا فيما يتعلق بالعالم السفلي في قسم من ترانيم زامي المخصصة لنيرغال. ويوصف مسكن هذا الإله فيه بأنه "المسكن الكبير الذي يمتد ظله في الغرب فوق إنكي ونينكي".
تم ذكر نينكي وحدها في صيغة القسم على لوحة إياناتوم للنسور، حيث ورد أنه إذا خالفت أوما الوعود التي قدمتها، فإن هذه الإلهة ستعاقب المدينة. تختلف هذه الصيغة عن تلك المخصصة لجميع الآلهة الأخرى المذكورة في نفس النص (إنليل، ننهورساج، إنكي، سوين وأوتو).
في التعويذات التي يرجع تاريخها إلى منتصف الألفية الثالثة قبل الميلاد، تم ذكر إنكي ونينكي فيما يتعلق بجذور الطرفاء. ومن بين الأمثلة المعروفة في إيبلا، والتي يُفترض أنها نسخ من نصوص جنوب بلاد ما بين النهرين:
  
من المفترض أن الشجرة كان يُعتقد أنها "تتوسط" بين إنكي ونينكي، اللذين كانا يقيمان في العالم السفلي، وأن، الذي كان يقيم في السماء.
تم ذكر قربان واحد لإلهة تدعى نينكي، قدمته الملكة، في نص آخر من إيبلا، ولكن وفقًا لألفونسو آرشي، فمن المرجح أن يتم تمييز هذا الشكل عن الإله البدائي الذي يحمل نفس الاسم. يقترح أن هذا الاسم قد يكون مجرد تهجئة غير شائعة للاسم الأكثر شهرة d be-munus/ d Ba-al 6 -tum، زوج Hadabal. في منشور سابق، اعتبر أيضًا أنه من المحتمل أن تكون زوجة الشكل المحلي لـ Ea ، ayya. كما تم إثبات "نينكي" في إيبلا كجزء من عبارة "نينكي كلام تيم كي " أو "سيدة البلاد"، والتي ربما كانت لقبًا لإلهة، وكلقب لتيلوت، إحدى زوجات الوزير إبريم.
وفقًا لـ ويلفريد ج. لامبرت، بعد فترة الأسرات المبكرة، حدثت فجوة في شهادات أسلاف إنليل، لكن هناك مصادر أخرى تذكرهم معروفة من العصر البابلي القديم وما بعده. ومع ذلك، يذكر جونزالو روبيو مثالاً واحدًا محتملاً لأور الثالثة، وهو جزء من نيبور، N-T545 (A 33647)، والذي قد يكون إما تعويذة أو نصًا أدبيًا. ومن المفترض أيضًا أن مهرجان الحداد المخصص لهم - والمرتبط بالدوكو في نيبور - كان يُقام سنويًا في وقت مبكر من الألفية الثالثة قبل الميلاد. يزعم والتر سالابرجر أن احتفالات عيد الإيزيم دوكوغا ، التي تم الاحتفال بها هناك في فترة أور الثالثة، يمكن ربطها بطقوس لاحقة مرتبطة بها. وفي فترات لاحقة ظهرت في إصدارات مختلفة من أودوغ هول. في Šurpu، يتم استدعاء الأزواج Enki و Ninki و Enšar و Ninšar.
كما تم ذكر أسلاف إنليل في أسطورة موت جلجامش. يبدو أن البطل الذي يحمل نفس الاسم يلتقي بهم في العالم السفلي.
 
كما توجد أيضًا أعداد لأزواج أسلاف إنليل في المراثي المخصصة له، والتي تتضمن عادةً قوائم طويلة من الآلهة المختلفة المرتبطة به. يذكر نص غير مكتمل من هذا التنوع معروف في اللوح البابلي القديم CBS 10417 هدية تلقاها من الأزواج إنكي ونينكي وإينول ونينول. وفقًا لتفسير بول ديل نيرو للنص، فمن المرجح أن تلجأ إلهة إلى إنليل لإنقاذ مدينتها من الدمار، على نحو مماثل لما يفعله باو في نص مماثل آخر، في هذه الحالة بتذكيره بالوقت الذي تلقى فيه هو نفسه مدينة من أسلافه. تشير إحدى الصلوات الموجهة إلى إنليل إلى إنكي ونينكي باعتبارهما "الأب الذي ولدك". اقترح جيريميا بيترسون بشكل مبدئي أن النص المجزأ المنشور مؤخرًا، "ميلاد إنليل" (المخطوطة 3312)، قد يكون رواية عن الخلافة من إنكي ونينكي إلى إنليل. ومع ذلك، وفقًا لمترجمها كريستوفر ميتكالف، فإن الآلهة المذكورة فيها لم يتم تسميتها، ومن الصعب بالتالي تفسير التقليد الثيوجوني الذي تعكسه.
قد ينسب ترنيمة لإينكي مكانته كإله مرتبط بالمياه إلى مجموعة من آلهة إينكي-نيكي. قد يذكر تكوين مختلف مخصص لنفس الإله اثنين منهم، إنول وننول، في سياق مماثل. صلاة موجهة إلى شمش و"آلهة الليل" تستدعي إنكي ونينكي إلى جانب آلالا وبيليلي، زوج من الآلهة البدائية المنتمين إلى شجرة عائلة آنو.
يصف نص آشوري متوسطي، يسمى "علم تقديم الخبز"، تقديم الخبز إلى لوغالدوكوغا، وإنكي، وإينميشارا، والرياح الغربية في التاسع والعشرين من شهر تاشريتو، وهو شهر خريفي. كما تم ذكر العروض المقدمة لأسلاف إنليل في نص إداري من عهد نبوخذ نصر الثاني وفي ما يسمى بالإسطرلاب ب. يشير المصدر الأخير على وجه التحديد إلى عرض جنائزي تم تقديمه في تاشريتو، ويسرد لوغالدوكوغا إلى جانب الزوج إنكي ونينكي كمتلقي له. ربما كان هذا طقسًا مرتبطًا بمهرجان أكيتو.

## قائمة أسلاف إنليل
| اسماء                        | معنى العنصر الثاني | تفاصيل |
| ---------------------------- | ------------------ | --- |
| Enki and Ninki               | "أرض"              | كما تم توثيق تهجئة مختلفة لاسم نينكي، نونكي. وقد وردت هذه التهجئة في مصادر تعود إلى عصر الأسرات المبكرة في لكش. ومن الناحية النحوية، فإن كلا الاسمين هما بناءان مضافان وليسا مبنيان على النصب، وبالتالي ينبغي ترجمتهما إلى "سيدة الأرض" و"سيدة الأرض". ومع ذلك، يبدو أن اسم نينكي يُفهَم على أنه بناء مضاف إليه، "سيدة الأرض" أو "سيدة العالم السفلي"، في نقش إياناتوم على لوحة النسور. وتشير نسخة آشورية متأخرة من نص ثنائي اللغة سابق إلى إنكي ونينكي باعتبارهما "سيدي المصائر". |
| Enul and Ninul               | "قديم" او "فاخر"   | هناك ترنيمة تخاطب إنول ونينول باعتبارهما والدي نوسكا. وفي ترنيمة أخرى، يُتوسل إليهما لإحضار الرخاء أثناء تنظيم الكون، بينما في ترنيمة مخصصة لإشمي داجان يباركون ملكيته إلى جانب إنكي ونينكي. ويظهر نينول أيضًا في اسم ثيوفوري واحد من أداب الأكادية القديمة، أور نينول. قد يكون هناك إشارة إلى إنول في النص UM 29-15-229، وهو جزء من قائمة آلهة بابل القديمة توضيحية من نيبور. بالإضافة إلى وجود الاسم المستعار إنول، يبدو أن مصطلح إنول، الذي يُفهم على أنه "السيد القديم"، يعمل أيضًا كتسمية أقل تحديدًا في عدد من المؤلفات، بما في ذلك ترانيم المعبد وإنانا وإبيك.                                                                                              |
| Enmul and Ninmul             | "نجمة"، "لامعة"    | لم يرد اسما إنمول ونينمول في نفس المصادر مثل إنول ونينول، باستثناء أن = أنوم ونص طقسي واحد ربما تأثر بقوائم الآلهة، وبالتالي ربما تم فهمهما ببساطة على أنهما متغير من إنول ونينول، مع قراءة علامة مول على أنها ul10. |
| Ennun and Ninnun             | "سيدي"، "كثيرًا"    | |
| Enkur and Ninkur             | "جبل"              | بالإضافة إلى عمله كاسم لإلهة بدائية مقترنة بإينكور، فإن نينكور مذكور أيضًا كاسم لإله حرفي وككتابة لوجوغرافية لاسم زوجة داجان، والتي من المفترض أن يتم التعرف عليها باسم شلاش، في نصوص من إيمار وماري. |
| Enkingal and Ninkingal       | "قائد"             | إن إنكينجال ونينكينجال هما الشكلان البابليان القديمان للأسماء السابقة إنكونجال ونينكونجال، مع العنصر الثاني، وهو مصطلح يشير في الأصل إلى الأغنام ذات الذيل الدهني، والذي تمت إعادة تفسيره على أنه كلمة متشابهة صوتيًا مختلفة. |
| Enšar and Ninšar             | "الكُلية"           | يظهر إنشار في أسطورة "عمل بابل"، حيث وُصِف بأنه "أبو الآلهة". ومع ذلك، قد يكون اسمه بمثابة لقب للوغالدوكوغا في هذا السياق. |
| Enbuluḫ and Ninbuluḫ         |                    | قد تمثل الأسماء Enbulug و Ninbuluḫ المذكورة في قائمة آلهة بابل القديمة نوعًا مختلفًا من Enbuluḫ و Ninbuluḫ. |
| Engiriš and Ningiriš         | "فراشة"            | وفقًا لأنطوان كافينيو ومانفريد كريبرنيك (دي)، فإن إنجيريش ونينجيريش يتوافقان على الأرجح مع إن-أوه ونين-أوه من مصادر الأسرات المبكرة، مع قراءة العلامة أوه في الاسم الأخير إما على أنها أوه، "قملة"، أو على أنها جيريشكس، "فراشة". في أن = أنوم، يظهر الشكل المتغير نينجاراش، "التاجرة". |
| Endašurimma and Nindašurimma | "كومة الروث"       | تم توثيق وجود إنداشوريما ونينداشوريما لأول مرة في العصر البابلي القديم، على الرغم من أنهما قد يكونان متطابقين مع زوج سابق من فارا وأبو صلابيخ كان اسميهما مكتوبًا بعلامة Á أو DA. يُخاطب كلاهما باعتبارهما "أخ وأخت كل الآلهة" في تعويذة، بينما يظهر إنداشوريما أيضًا إلى جانب إندوكوغا بين حراس بوابات العالم السفلي في نسخة سلطان تيبي من نيرغال وإيريشكيجال. |
| Enamaš and Ninamaš           | "حظيرة الأغنام"    | على الرغم من أن الاسمين Enamaš وNinamaš ظهرا لأول مرة في العصر البابلي القديم، إلا أنهما قد يتوافقان مع زوج سابق كان اسمه مكتوبًا بالعلامتين LAK 777.DU6. ومع ذلك، فقد تم تفسير الأخير أيضًا على أنه نسخة مبكرة من Endukuga وNindukuga بدلاً من ذلك. |
| Endukuga and Nindukuga       | "التل المقدس "     | في أغلب قوائم بابل القديمة، كان إندوكوغا ونندوكوغا من بين الأجيال الأخيرة المذكورة، حيث ظهرا مباشرة قبل إنليل وإينوتيلا وإينميشارا الاختياريين. كما ظهرا إلى جانب إنداشوريما ونينداشوريما بين آلهة العالم السفلي المدرجة كمتلقية للقرابين في نص آشوري متأخر. ويجب التمييز بين الإله البدائي نندوكوغا واستخدام نفس الاسم كلقب لإلاميسي، زوجة شوموغان، كما ورد في أن = أنوم (اللوح الثالث، السطر 205). |
| Enan(na) and Ninan(na)       | "الجنة"            | إن المتغيرات Enan و Ninan، "سيد السماء" و "سيدة السماء"، موثقة بالفعل في فترة الأسرات المبكرة بينما Enanna و Ninanna، "سيد السماء" و "سيدة السماء" هي إعادة تفسير لاحقة؛ يجب التمييز بين Ninan(na) و Ninanna المفهومة على أنها لقب لـ Inanna (An = Anum، اللوح الرابع، السطرين 2 و 187). |
| Enutila and Ninutila         | "ماضي"             | يُظهِر تهجئة اسم إينوتيلا درجة من التنوع. في بعض الحالات، يظهر بمفرده، دون نينوتيلا. كما لم يُنظَر إليه دائمًا باعتباره أحد أجداد إنليل. هناك أسطورة معروفة تذكره، وهي هزيمة إينوتيلا وإينميشارا وتشينجو، لكن لم يتبق منها سوى 18 سطرًا. يقترح أندرو ر. جورج أنه في هذا السياق، يجب فهم إينوتيلا على أنها والد إينميشارا. وفقًا لويلفريد ج. لامبرت، نظرًا لاحتوائه على أوصاف لهزائم العديد من الآلهة، فيجب فهم هذا النص على أنه تجميع علمي متأخر لأجزاء منفصلة في الأصل وليس أسطورة تقليدية. |
| Enmešarra and Ninmešarra     | "عدد لا يحصى"      | وُصِف إنميشارا بأنه أشهر الآلهة التي تنتمي إلى فئة أسلاف إنليل. ومع ذلك، لم يكن يُعَد دائمًا من بينهم. في بعض الحالات، يظهر إلى جانب أزواج إن-نين، ولكن دون إلهة أنثوية مقابلة. الإلهة نينميشارا، التي يجب تمييزها عن الألقاب المتطابقة لإنانا (الموثقة بالفعل في كتابات إنهدوانا) ونينليل، على الأرجح لم تتطور إلا بعد دمجها في قوائم أسلاف إنليل، من أجل تزويده بزوجة مناسبة. يقترح ويلفريد ج. لامبرت أنه في البداية كان هناك تقليد مفاده أن إنميشارا هو والد إنليل، ومع مرور الوقت فقط تم دمجه بدلاً من ذلك في تقليد إنكي-نينكي. ومع ذلك، فقد أقر بأن التصريحات المباشرة بهذا المعنى غير معروفة، وأنه في نص إنليل ونامزيتارا، إنميشارا هو عمه لأبيه بدلاً من ذلك. |
| Enkum and Ninkum             |                    | يمكن استخدام اسمي إنكوم ونينكوم كأسماء مستعارة ولتسمية نوع من الموظفين البشريين. يلاحظ فرانس ويجرمان أنه في حين يظهران في بعض الحالات بين أسلاف إنليل، فقد تم إثباتهما أيضًا كحاشية لإينكي، وعلى هذا الأساس يزعم أنه من الممكن وجود تقليد حيث كانا أسلافه بدلاً من ذلك. يربط نص واحد إنكوم بمصطلح كومو، "غرفة النوم"، مما قد يشير إلى أن اسمه كان يُفهم على أنه "سرير اللورد"، من السومرية إنكوم، على الرغم من أن هذا الاقتراح لا يزال غير مثبت. |

## الآلهة ذات الصلة
يمكن أحيانًا ذكر أسلاف إنليل جنبًا إلى جنب مع شخصيات بدائية أخرى غير ذات صلة عادةً. في An = Anum، يظهر Enšar وNinšar بين أسلاف Anu، بالإضافة إلى زوج آخر مدرج، Enuruulla وNinuruulla، يتبع نمط en-nin. في ما يسمى جاتونج الأول، وهو عبارة عن مجموعة من صيغ طرد الأرواح الشريرة، تظهر الآلهة التي تنتمي إلى قوائم أسلاف آنو، أي الزوج إينوروولا ونينوروولا وأنشار وكيشار، بين أسلاف إنليل بدلاً من ذلك. تربط تعويذة بابلية قديمة أيضًا زوجًا من الآلهة الأسلاف المرتبطين عادةً بأنو، دوري وداري، مع إنليل.
تقترح دينا كاتز أن إيريشكيجال ربما تطورت من نينكي. تفترض أن الأول ربما انفصل عن الثاني في مرحلة ما بين حكم إياناتوم وأوروينيمجينا. على النقيض من نينكي، لا تظهر إيريشكيجال في قوائم آلهة الأسرة المبكرة.
اقترح أندرو ر. جورج أن تصوير أسلاف إنليل باعتبارهم شخصيات غير نشطة تعيش في العالم السفلي يجعل من الممكن مقارنتهم بما يسمى "إنليل السبعة المهزومين". ارتبطت هذه المجموعة من الآلهة بإينميشارا.
وفقًا لألفونسو آرشي، ربما أثرت الآلهة البدائية في بلاد ما بين النهرين مثل أسلاف إنليل على مجموعات مماثلة في الأساطير الحورية. قد يكون اثنان من هذه الآلهة الحوريين، مينكي وأمونكي، مشتقين من نينكي وشكل إيميسال من إنكي، أومونكي. اقترح ويلفريد ج. لامبرت أن أسمائهم تطورت من المتغيرات الصوتية المحتملة للأسماء السومرية غير الموثقة في المصادر النصية. يقترح آرتشي أيضًا أن أحد الآلهة الحوريين البدائية الأخرى، نامشارا ، ربما كان مشتقًا من إينميسارا.
يزعم كارل فان دير تورن أن الإله الأوغاريتي إليب يمكن اعتباره تمثيلًا لفكرة لاهوتية مماثلة لأسلاف إنليل.

## ملحوظات
1. ↑  In this god list, the usual formula closing the list, ama a-a dEn-lil2-a2-ke4-ne, "the parents of Enlil," was misunderstood as a pair of deities as well, dEn-ama-a-a-dEn-lil2-la2 and dNin-ama-a-a-dEn-lil2-la2.[18]
2. ↑  Xianhua Wang suggests that this tradition reflected an attempt at reconciling two different traditions about the identity of the Mesopotamian king of the gods by making the candidates father and son.[25]

### فهرس
- Archi، Alfonso (2015). Ebla and Its Archives. De Gruyter. DOI:10.1515/9781614517887. ISBN:978-1-61451-716-0.
- Archi، Alfonso (2019). "Šamagan and the Mules of Ebla. Syrian Gods in Sumerian Disguise". Between Syria and the Highlands: studies in honor of Giorgio Buccellati & Marilyn Kelly-Buccellati. Rome: Arbor Sapientiae editore. ISBN:978-88-31341-01-1. OCLC:1137837171. مؤرشف من الأصل في 2024-10-07.
- Cavigneaux, Antoine; Krebernik, Manfred (1998), "Nin-amaš", Reallexikon der Assyriologie (بالألمانية), Retrieved 2023-02-16
- Cavigneaux, Antoine; Krebernik, Manfred (1998a), "Nin-an(na)", Reallexikon der Assyriologie (بالألمانية), Retrieved 2023-02-16
- Cavigneaux, Antoine; Krebernik, Manfred (1998b), "Nin-dašurima", Reallexikon der Assyriologie (بالألمانية), Retrieved 2023-02-16
- Cavigneaux, Antoine; Krebernik, Manfred (1998c), "Nin-dukuga", Reallexikon der Assyriologie (بالألمانية), Retrieved 2023-02-16
- Cavigneaux, Antoine; Krebernik, Manfred (1998d), "Nin-ki", Reallexikon der Assyriologie (بالألمانية), Retrieved 2023-02-16
- Cavigneaux, Antoine; Krebernik, Manfred (1998e), "Nin-kungal, Nin-kingal, Nin-kuga(l)", Reallexikon der Assyriologie (بالألمانية), Retrieved 2023-02-16
- Cavigneaux, Antoine; Krebernik, Manfred (1998f), "Nin-kur(a), dNIN-KUR)", Reallexikon der Assyriologie (بالألمانية), Retrieved 2023-02-16
- Cavigneaux, Antoine; Krebernik, Manfred (1998g), "Nin-mešara", Reallexikon der Assyriologie (بالألمانية), Retrieved 2023-02-16
- Cavigneaux, Antoine; Krebernik, Manfred (1998h), "dNin-UḪ", Reallexikon der Assyriologie (بالألمانية), Retrieved 2023-02-16
- Cavigneaux, Antoine; Krebernik, Manfred (1998i), "Nin-utila", Reallexikon der Assyriologie (بالألمانية), Retrieved 2023-02-16
- Delnero، Paul (2017). "The Silences of the Scribes, Pt. II: An Unfinished Enlil Lament from Nippur". The First Ninety Years. De Gruyter. ص. 80–102. DOI:10.1515/9781501503696-006. ISBN:9781501503696.
- Delnero، Paul (2020). How To Do Things With Tears. De Gruyter. DOI:10.1515/9781501512650. ISBN:978-1-5015-1265-0. S2CID:229038550.
- Foster، Benjamin R. (2005). Before the muses: an anthology of Akkadian literature. Bethesda, Md.: CDL Press. ISBN:1-883053-76-5. OCLC:57123664.
- George, Andrew R. (2016). "Die Kosmogonie des alten Mesopotamien" (PDF). In Gindhart, Marion; Pommerening, Tanja (eds.). Anfang und Ende vormoderne Szenarien von Weltentstehung und Weltuntergang (بالألمانية). Darmstadt. ISBN:978-3-8053-5032-7. OCLC:948690810.{{استشهاد بكتاب}}:  صيانة الاستشهاد: مكان بدون ناشر (link)
- George، Andrew R. (2016a). Mesopotamian incantations and related texts in the Schøyen Collection. Bethesda, Maryland. ISBN:978-1-934309-66-7. OCLC:936548667.{{استشهاد بكتاب}}:  صيانة الاستشهاد: مكان بدون ناشر (link)
- Jacobsen، Thorkild (1976). The Treasures of Darkness: A History of Mesopotamian Religion. Yale University Press. ISBN:978-0-300-02291-9. مؤرشف من الأصل في 2023-03-26. اطلع عليه بتاريخ 2023-02-16.
- Katz، Dina (2003). The Image of the Netherworld in the Sumerian Sources. Bethesda, MD: CDL Press. ISBN:1-883053-77-3. OCLC:51770219.
- Krul، Julia (2018). The Revival of the Anu Cult and the Nocturnal Fire Ceremony at Late Babylonian Uruk. Brill. DOI:10.1163/9789004364943_004. ISBN:9789004364936. مؤرشف من الأصل في 2023-03-07.
- Lambert، Wilfred (1975). "The cosmology of Sumer and Babylon". في Blacker، Carmen؛ Loewe، Michael (المحررون). Ancient Cosmologies. Allen and Unwin. ص. 42–65.
- Lambert، Wilfred G. (2007). "Mesopotamian Creation Stories". في Geller، Markham؛ Schipper، Mineke (المحررون). Imagining Creation. BRILL. ص. 15–59. DOI:10.1163/ej.9789004157651.i-424.9. ISBN:978-90-04-15765-1.
- Lambert، Wilfred G. (2013). Babylonian Creation Myths. Winona Lake, Indiana: Eisenbrauns. ISBN:978-1-57506-861-9. OCLC:861537250.
- Lisman، J.W. (2013). Cosmogony, Theogony and Anthropogeny in Sumerian texts. Ugarit-Verlag.
- Metcalf، Christopher (2019). Sumerian Literary Texts in the Schøyen Collection. Penn State University Press. DOI:10.1515/9781646020119. ISBN:978-1-64602-011-9. S2CID:241160992.
- Peterson، Jeremiah (2009). God lists from Old Babylonian Nippur in the University Museum, Philadelphia. Münster: Ugarit Verlag. ISBN:978-3-86835-019-7. OCLC:460044951. مؤرشف من الأصل في 2024-01-16.
- Peterson، Jeremiah (2020). "Christopher Metcalf: Sumerian Literary Texts in the Schøyen Collection, Volume 1: Literary Sources on Old Babylonian Religion. (Cornell University Studies in Assyriology and Sumerology 38) (review)". Zeitschrift für Assyriologie und vorderasiatische Archäologie. Walter de Gruyter GmbH. ج. 111 ع. 1. DOI:10.1515/za-2020-0025. ISSN:1613-1150.
- Peterson، Jeremiah (2020a). "A Fragmentary Explanatory God List from Old Babylonian Nippur with a Thematic Connection to Lugale and An : Anum: A Glimpse into the Origins of Mesopotamian Hermeneutical Tradition". Journal of Cuneiform Studies. University of Chicago Press. ج. 72: 117–128. DOI:10.1086/709311. ISSN:0022-0256. S2CID:224836977. مؤرشف من الأصل في 2024-12-01.
- Rubio، Gonzalo (2013). "Time before Time: Primeval Narratives in Early Mesopotamian Literature". Time and History in the Ancient Near East. Penn State University Press. ص. 3–18. DOI:10.1515/9781575068565-003. ISBN:9781575068565.
- Sallaberger, Walther (1993). Der kultische Kalender der Ur III-Zeit (بالألمانية). De Gruyter. DOI:10.1515/9783110889253. ISBN:978-3-11-013932-7.
- Selz, Gebhard J. (1995). Untersuchungen zur Götterwelt des altsumerischen Stadtstaates von Lagaš (بالألمانية). Philadelphia: University of Pennsylvania Museum. ISBN:978-0-924171-00-0. OCLC:33334960. Archived from the original on 2024-10-09.
- Such-Gutiérrez, Marcos (2005). "Untersuchungen zum Pantheon von Adab im 3. Jt". Archiv für Orientforschung (بالألمانية). Archiv für Orientforschung (AfO)/Institut für Orientalistik. 51: 1–44. ISSN:0066-6440. JSTOR:41670228. Archived from the original on 2024-10-10. Retrieved 2022-02-09.
- van der Toorn، Karel (1993). "Ilib and the "God of the Father"". Ugarit-Forschungen. Ugarit-Verlag. ج. 25: 379–387. ISSN:0342-2356.
- Veldhuis، Niek (2001). "The Solution of the Dream: A New Interpretation of Bilgames' Death". Journal of Cuneiform Studies. American Schools of Oriental Research. ج. 53: 133–148. DOI:10.2307/1359980. ISSN:0022-0256. JSTOR:1359980. S2CID:162334425. مؤرشف من الأصل في 2023-01-15. اطلع عليه بتاريخ 2023-02-12.
- Volk, Konrad (1998), "Nin-giriš", Reallexikon der Assyriologie (بالألمانية), Retrieved 2023-02-09
- Volk, Konrad (1998a), "Nin-ul", Reallexikon der Assyriologie (بالألمانية), Retrieved 2023-02-09
- Wang، Xianhua (2011). The metamorphosis of Enlil in early Mesopotamia. Münster. ISBN:978-3-86835-052-4. OCLC:712921671. مؤرشف من الأصل في 2023-03-07.{{استشهاد بكتاب}}:  صيانة الاستشهاد: مكان بدون ناشر (link)
- Wiggermann، Frans A. M. (1992). "Mythological Foundations of Nature". Natural phenomena: their meaning, depiction, and description in the ancient Near East. Amsterdam, North-Holland: Royal Netherlands Academy of Arts and Sciences. ISBN:0-444-85759-1. OCLC:32242903.
- Wiggermann، Frans A. M. (1992a). Mesopotamian protective spirits: the ritual texts. Groningen: STYX & PP Publications. ISBN:978-90-72371-52-2. OCLC:27914917. مؤرشف من الأصل في 2024-07-09.
- Wiggermann، Frans A. M. (1998)، "Nergal A. Philological"، Reallexikon der Assyriologie، اطلع عليه بتاريخ 2023-02-09

## روابط خارجية
- موت جلجامش في مجموعة النصوص الإلكترونية للأدب السومري
- إنليل ونامزيد تارا في ETCSL